# 红盲切叶蚁
红盲切叶蚁（学名：Carebara vespillo）又称红巨首蚁，是盲切叶蚁属的一种，曾属于巨首蚁属（Pheidologeton，现已撤销）。

## 描述
该物种分布于东南亚地区，在越南及中国南方皆有踪迹 ，模式产地为中国。

### 外貌特征
蚁后体长 13-14mm。体色深红褐色至栗褐色，与特化兵蚁相似，唯一区别在于其头顶有三粒单眼，第二节的结节宽度为第一节的 1.5倍。
兵蚁体长 3.5-7.8mm。特化兵蚁体色为橘红色，后腹部和足部为黄色至黄褐色，毛发稀疏且为金黄色，体背毛较长。身体十分光亮，上颚具稀疏细刻点，基部有刻纹，头颊部、唇基两侧和额脊内侧具纵长刻纹。头顶中上部具细横刻纹；中胸侧板和并胸腹节较暗，具刻纹和刻点。头两侧几平直，后头缘中央深凹；复眼很小；上颚咀嚼边末端具 2齿，近基部有 3个弱齿；唇基前缘中央宽凹，很浅；触角柄节较短，末端仅达头中部偏上部分。前、中胸背板形成半圆形凸面，向后变窄；中胸背板末端深凹；并胸腹节背板基面平，短于斜面，其上有1对极短的粗刺。第一结节小，后缘直；第二结节椭圆形，其宽度为第一结节的3倍。小型兵蚁与最大型兵蚁相似，但头较小，后头缘凹陷很浅，头部刻纹不明显。在上述两型兵蚁间，尚有多种过渡类型。
工蚁体长 1.3-1.8mm，头部小，中胸背板及前胸背板较为平整，上颚细齿较多，并胸腹节刺细小。其余特征与兵蚁相同。